# Actinocyclidae
Actinocyclidae zijn een familie van de zeenaaktslakken in de superfamilie Doridoidea.

## Taxonomie
De volgende geslachten zijn bij de familie ingedeeld:
- Actinocyclus Ehrenberg, 1831[2]
  - = Sphaerodoris Bergh, 1877
- Hallaxa Eliot, 1909
  - = Halla Bergh, 1877